# Paràmetre de desacceleració
En cosmologia, el paràmetre de desacceleració {\displaystyle q} és una magnitud adimensional que mesura l'acceleració còsmica de l'expansió de l'espai en un univers amb mètrica Friedmann–Lemaître–Robertson–Walker. Es definit com
{\displaystyle q\ {\stackrel {\mathrm {def} }{=}}\ -{\frac {{\ddot {a}}a}{{\dot {a}}^{2}}}},
on {\displaystyle a} és el factor d'escala de l'univers i els punts indiquen derivades (primeres i segones) respecte del temps propi. L'expansió de l'univers es diu que es "accelerada" si {\displaystyle {\ddot {a}}} és positiu (les mesures recents suggereixen que ho és), i en aquest cas el paràmetre de desacceleració és negatiu. El signe menys i el nom "paràmetre de desacceleració" són històrics; quan {\displaystyle q} es va definir es creia que era positiu, mentre que ara es creu que és negatiu.
El equació d'acceleració de Friedmann pot ser escrita com
{\displaystyle 3{\frac {\ddot {a}}{a}}=-4\pi G(\rho +3p)=-4\pi G(1+3w)\rho ,}
On {\displaystyle \rho } és la densitat d'energia de l'univers, {\displaystyle p} és la seva pressió, i {\displaystyle w} és l'equació d'estat de l'univers.
Aquesta expressió pot ser reescrita com a
{\displaystyle q={\frac {1}{2}}(1+3w)\left(1+K/(aH)^{2}\right)}
utilitzant la primera equació de Friedmann, on {\displaystyle H} és el paràmetre de Hubble i {\displaystyle K=1,\ 0} o {\displaystyle -1} depenent si l'univers és hiperesfèric, pla o hiperbòlic respectivament.
La derivada del paràmetre de Hubble pot ser escrita en funció del paràmetre de desacceleració:
{\displaystyle {\frac {\dot {H}}{H^{2}}}=-(1+q).}
Excepte en el cas especulatiu de l'energia fantasma (que viola totes les condicions d'energia), totes les formes postulades de matèria resulten en un paràmetre de desacceleració {\displaystyle q\geq -1}. Per tant, qualsevol univers en expansió hauria de tenir un paràmetre de Hubble decreixent i l'expansió local de l'espai sempre s'estaria desaccelerant (o, en el cas d'una constant cosmològica, mantenint-se a una velocitat constant, com en el cas de l'espai de Sitter). .
Les observacions del fons còsmic de microones són consistents amb un univers pla, de forma que:
{\displaystyle q={\frac {1}{2}}(1+3w)}.
Això implica que l'univers s'està desaccelerant per a qualsevol fluid còsmic amb equació d'estat {\displaystyle w} més gran que {\displaystyle -1/3}. Qualsevol fluid que satisfà la condició forta d'energia té aquesta equació d'estat, tal com ho fa tota forma de matèria present al Model Estàndard, a excepció de la inflació. Tanmateix, observacions de supernoves de tipus Ia distants indiquen que {\displaystyle q} és negatiu; i.e. l'expansió de l'univers s'està accelerant. Aquest fet és una indicació que l'atracció gravitacional de la matèria, a escala cosmològica, és més que contrabalançada per la pressió negativa de l'energia fosca, sigui sota la forma de quinta essència o d'una constant cosmològica positiva.
Abans de les primeres indicacions d'un univers accelerat el 1998, es creia que l'univers era dominat per pols amb equació d'estat insignificant, {\displaystyle w\approx 0}, tot suggerint que el paràmetre de desacceleració era igual a 1/2; l'esforç experimental per confirmar aquesta predicció portà a la descoberta de que l'univers s'està accelerant des de fa uns 6 mil milions d'anys